# István Sándorfi
István Sándorfi (frz. Étienne Sandorfi; * 12. Juni 1948 in Budapest; † 26. Dezember 2007 in Paris) war ein in Frankreich tätiger ungarischer Maler des Hyperrealismus.

## Leben
Zunächst lebte die Familie von Sándorfi in Ungarn und ging wenige Tage vor dem Ungarischen Volksaufstand 1956 nach Österreich. Von dort zogen sie zunächst nach Deutschland, 1958 nach Frankreich. Im Alter von acht Jahren begann Sándorfi zu zeichnen, im Alter von zwölf Jahren mit Ölfarben.
Er studierte sowohl an der École nationale supérieure des arts décoratifs als auch an der École nationale supérieure des beaux-arts de Paris.
Sándorfi starb nach Krankheit am 26. Dezember 2007 und wurde nach seinem Wunsch in Budapest begraben. Er hat zwei Töchter: Ange (* 1974) und Eve (* 1979).

## Künstlerische Tätigkeit
In den 1970er-Jahren fertigte er Werke an, für die er selbst Modell war, da er es nicht mochte, von anderen während der Arbeit beobachtet zu werden. Seine erste Ausstellung fand in einer kleinen Galerie in Paris statt, 1973 wurde die erste größere Ausstellung Sándorfis im Musée d’art moderne de la Ville de Paris veranstaltet. Später wurden seine Werke in Museen in den verschiedensten Ländern ausgestellt, beispielsweise in den Städten Kopenhagen, Rom, München, Brüssel, Basel, Los Angeles und San Francisco.

## Ausstellungen
- 1966 – Galerie des Jeunes, Paris • Galerie de la Barbière, Le Barroux
- 1970 – Galerie 3+2, Paris
- 1973 – Musée d’art moderne de la Ville de Paris
- 1974 – Galerie Daniel Gervis, Paris
- 1975 – Galerie Beaubourg, Paris
- 1976 – Bucholz Galerie, München
- 1977, 1980 – Galerie Isy Brachot, Brüssel
- 1978, 1981, 1983 – Galerie Isy Brachot, Paris
- 1979 – FIAC, Galerie Isy Brachot, Paris
- 1981 – Galerie Isy Brachot, Basel
- 1982 – Amaury Taitinger Gallery, New York
- 1984 – FIAC, Galerie Isy Brachot, Paris
- 1986 – Galerie Lavignes-Bastille, Paris – Galerie de Bellecour, Lyon
- 1987 – Lavignes-Bastille Gallery, Los Angeles – Hôtel de Ville, Nancy
- 1988 – Armory Show '88, Lavignes-Bastille Gallery, New York – Abbaye des Cordeliers, Châteauroux (retrospektív) – Louis K. Meisel Gallery, New York – FIAC, Galerie Lavignes-Bastille, Paris
- 1991 – Galerie Prazan-Fitussi, Paris
- 1993 – Galerie Guénéguaud, Paris – Galerie Mann, Paris
- 1994, 1997 – Jane Kahan Gallery, New York
- 1999 – Galerie Tempera, Brüssel
- 1999–2000 – Gallerihuset, Kopenhagen
- 2006 – Erdész-Maklári Galéria, Budapest
- 2007 – A test színeváltozása. Életműkiállítás, MODEM, Debrecen.